# USS Laffey (DD-459)
Pour les autres navires du même nom, voir USS Laffey.
L’USS Laffey est un destroyer de classe Benson de l'United States Navy qui participe à la Seconde Guerre mondiale.